# NGC 752

NGC 752

إن جي سي 752 (NGC 752، المعروف أيضا باسم كالدويل 28) هوعنقود مفتوح  في كوكبة المرأة المسلسلة. تم اكتشافه من قبل كارولين هيرشيل في عام 1783 و فهرستها من قبل شقيقها وليام هيرشل في عام 1786، على الرغم من أن الكائن شبيه وصفه جيوفاني باتيستا هودييرنا قبل 1654.
يقع العنقود الكبير على بعد 1300 سنة ضوئية من الأرض و هو ينظر اليه بسهولة من خلال المناظير، على الرغم من امكانية رؤيته بالعين المجردة تحت ظروف جيدة. يكشف المنظار  عن وجود 60 نجمة فيه لا تتعدى إضاءتها الـ 9 درجات.

## المكونات

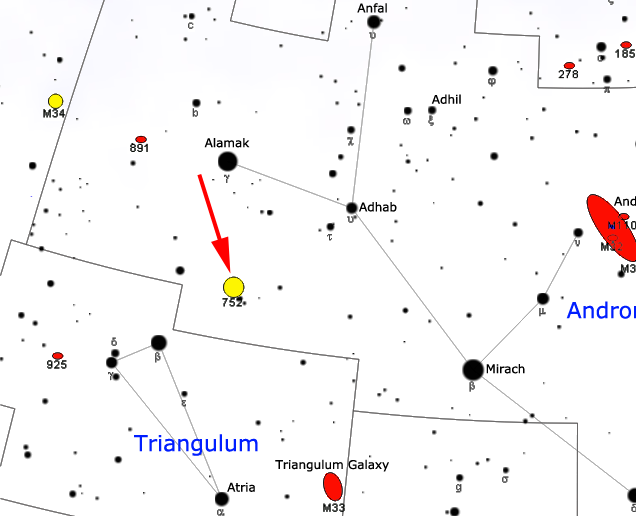
خريطة تبين موقع إن جي سي 752

| اسم                           | صعود اليمين         | الانحراف        | يبدو حجم (V) | النوع الطيفي | مراجع قاعدة البيانات |
| ----------------------------- | ------------------- | --------------- | ------------ | ------------ | -------------------- |
| إن جي سي 752-1 (أتش دي 11624) | 01ساعة 54م 57.6607s | +37° 07' 41.845 | 6.281        | K0           | سمباد                |
| NGC إن جي سي (بي دي+36 345)   | سمباد               |                 |              |              |                      |

## وصلات خارجية
- SEDS – NGC 752
- فرساوس.gr – NGC 752 في يستأجر LRGB CCD صورة